# قائمة ولاة طرسوس العباسيين

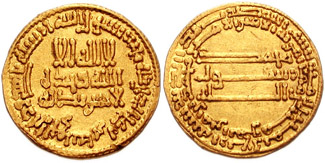

طرسوس هي مدينة في قيليقية، وهي منطقة تقع في جنوب شرق آسيا الصغرى (تركيا الحديثة). أصبحت المدينة تحت الحكم الروماني منذ عام 67 قبل الميلاد، ثم انتقلت إلى الإمبراطورية البيزنطية حتى منتصف القرن السابع، عندما تلا الفتح الإسلامي للسيطرة على بلاد الشام، كانت الخلافة الوليدة متنازعًا عليها. خلال الصراعات بين البيزنطيين والخلافة الأموية، كانت المدينة تقع في المنطقة المحايدة المتنازع عليها بين الإمبراطوريتين، وتغيرت السلطة عليها كثيرًا، لتصبح مهجورة ومدمرة في هذه العملية. في أيلول 778 م، قام العباسيون بالمحاولة الأولى لاستعادة المدينة كقاعدة للعمليات ضد البيزنطة، لكن يبدو أن العمل لم يكتمل. لم يتم إعادة بناء المدينة واستقرار السكان فيها حتى آب 787، على يد أبي سليم فرج التركي، بأمر من الخليفة هارون الرشيد (حَكَم في الفترة 786-809). تم منح 3000 خراساني و2000 سوري (ألف من أنطاكية وألف من المصيصة) منازل وأراضي في مدينة الحصن الجديدة.
يبدو أن البيزنطيين استعادوا طرسوس بعد فترة وجيزة، في وقت ما في مطلع القرن. ربما بقيت المدينة في أيدي البيزنطيين خلال الحرب الأهلية العباسية في الفتنة الرابعة، لكنها عادت إلى سيطرة المسلمين بحلول عام 830، عندما استأنف الخليفة المأمون (حَكَم في الفترة 813-833) حملات هجومية ضد البيزنطة. غالبًا ما كان وُلاة طرسوس يسيطرون على الحدود السورية بأكملها (الثغور الشامية)، وكان واجبهم الرئيس تنظيم الغارات السنوية ضد البيزنطيين، لتضعيف حدودهم مع المسلمين، فلا يقدروا على غزوهم. ظلت المدينة تحت السيطرة العباسية المباشرة في أيلول 878، بعدها انتقلَت الحدو السورية إلى سيطرة البيزنطة ثم إلى حاكم مصر المستقل أحمد بن طولون. سرعان ما أعاد الوالي يزمن الخادم المدينة إلى الولاء العباسي منذ 882، إلا أنه أُجبر على الاعتراف بالسيطرة الطولونية مرةً أخرى عام 890. واستمرَّت حيازة الطولونيين للثغور حتى وفاة خمارويه وريث ابن طولون، عام 896، بعدها، أعاد الخليفة أحمد المعتضد بالله (حَكَم في الفترة 892-902) تأكيد سيطرته المباشرة على المناطق الحدودية. في تموز 946، اعترفَت طرسوس بسيادة الأمير الحمداني سيف الدولة في حلب، الذي أصبح سيدًا جديدًا لشمال سوريا والأراضي الحدودية مع البيزنطة، حيث كان قادرًا على مواجهة العدوان البيزنطي المتصاعد على البلاد، ولكن في عام 965، استولى الإمبراطور البيزنطي نقفور الثاني (حَكَم في الفترة 963-969) على المدينة وبقية قيليقية، مُنهيًا الحُكم الإسلامي في المنطقة هناك.

## قائمة الولاة
| الوالي                               | الفترة                                   | ملاحظات | مراجع         |
| ------------------------------------ | ---------------------------------------- | --- | ------------- |
| يزيد بن مخلد الفزاري                 | 788                                      | كُرِه وطُرِد من الحامية الخراسانية، بسبب فخره المُفْرَط بالانتماء لعائلة عمر بن هبيرة الموالية للأمويين.                                                                                     | [ 6 ] [ 11 ]  |
| أبو الفوارس                          | 789/790 – ؟                              | فقط تاريخ تعيينه معروف. | [ 11 ] [ 12 ] |
| ثابت بن نصر بن مالك الخزاعي          | تقريبًا 807/8                             | لُقِّب بأمير العواصم السورية | [ 12 ]        |
| أحمد بن سعيد بن سلم بن قتيبة البهيلي | 845                                      | قاد عملية تبادل للأسرى مع البيزنطيين في أيلول، وخُلِع بعد غارة شتوية فاشلة على الأراضي البيزنطية                                                                                        | [ 12 ] [ 13 ] |
| نصر بن حمزة الخزري                   | 18 كانون الثاني 846 - ؟                  | فقط تاريخ تعيينه معروف | [ 12 ]        |
| علي بن يحيى الأرمني                  | آذار 852 - تشرين الأول/ تشرين الثاني 862 | شخصية قيادية بارزة في الحروب مع البيزنطة، كان ضمن عدة غارات صيفية ضد البيزنطيين، وأشرف على تبادل أسرى في عام 856 ونيسان 860                                                           | [ 12 ]        |
| محمد بن هارون التغلبي                | 871/2 (؟)                                | عُيِّن في المنصب لكنه مات قبل أن يصل طرسوس | [ 12 ]        |
| محمد بن علي الأرمني                  | 872 – 873/4                              | قتله البيزنطيون | [ 12 ]        |
| أورخز بن ألوغ طرخان                  | 873/4 - قُرابة 876                        | أُقيل بسبب تورطه في عملية اختلاس لرواتب حامية لولوة، مما أدى إلى استسلامها للبيزنطيين                                                                                                  | [ 12 ] [ 14 ] |
| عبد الله بن راشد بن كيوس             | 877/8                                    | هُزم وأُسر في معركة من قبل البيزنطيين | [ 12 ] [ 15 ] |
| تخشي                                 | 878                                      | عيّنه أحمد بن طولون بعد رحيله عن طرسوس عام 878 | [ 12 ]        |
| سيما                                 | قُرابة 879/880                            | عيّنه أحمد بن طولون | [ 12 ]        |
| خلف الفرغاني                         | 881 – 882                                | عيّنه أحمد بن طولون. أُطِيح به من قبل الفصيل الموالي للعباسيين بقيادة يزمان. | [ 12 ]        |
| يازمان الخادم                        | 882 - 23 تشرين الأول 891                 | قاد الفصيل الموالي للعباسيين في عدة حملات استكشافية ضد البيزنطيين. ثم وفي تشرين الأول 890، اعترف بالسيادة الطولونية، بعد ضغوطات عليه. اُستُشهِدَ متأثرًا بجراحه في إحدة حملاته ضد البيزنطة | [ 16 ]        |
| أحمد بن توغان العجيفي                | تشرين الأول 891 - صيف 892                | خَلَف يزمان، بتوصية من خمارويه في البداية، لكن سرعان ما حل محله ابن عم خمارويه | [ 17 ]        |
| محمد بن موسى بن طولون                | صيف 892                                  | عضو في الأسرة الطولونية، عيَّنَه خمارويه، خلعه الشعب في آب 892 | [ 17 ]        |
| أحمد بن توغان العجيفي                | تشرين الثاني 892 - تشرين الأول 896       | أعاده خمارويه إلى منصب الوالي. أشرف على تبادل الأسرى في تشرين الأول 896، ثم غادر طرسوس بحرًا                                                                                           | [ 17 ] [ 18 ] |
| دميان الطرسوسي                       | تشرين الأول 896 - آذار/نيسان 897         | مُنشق بيزنطي، جعله العجيفي مسؤولًا عن طرسوس. خُلِع واعتُقِل في انتفاضة مؤيدة للعباسيين | [ 17 ]        |
| ابن الإخشيد                          | تقريبًا 898 - أوائل 900                   | عيّنه الخليفة المعتضد. قُتل في حملة استكشافية ضد البيزنطيين | [ 19 ] [ 20 ] |
| أبو ثابت                             | عام 900                                  | نائب ابن الإخشيد، خَلَفَه بعد وفاته، لكن البيزنطيين قبضوا عليه في آذار 900 | [ 19 ] [ 21 ] |
| علي بن العربي                        | تقريبًا 900                               | انتخبه وجهاء طرسوس خلفًا لأبي ثابت | [ 19 ]        |
| نزار بن محمد                         | تقريبًا 900/1                             | عيّنه والي العواصم السورية الحسن بن علي قورة | [ 19 ]        |
| مُظفَّر بن الحاج                        | تقريبًا 902/3                             | خُلِع | [ 19 ]        |
| أبو الأشاعر أحمد بن نصر              | 22 آذار 903 - 905                        | خَلَف مظفر بن الحاج | [ 19 ]        |
| رستم بن بردو الفرغاني                | 20 آب 905 - 912/3                        | قاد عدة غارات على البيزنطة، وأشرف على تبادل الأسرى في أيلول 905 و908. كما ساعد المتمرد أندرونيكوس دوكاس على الفرار إلى الأراضي العربية                                                | [ 19 ] [ 22 ] |
| بشر الأفشيني                         | 912/3 - بعد 918                          | قاد عدة غارات على البيزنطة وأشرف على تبادل الأسرى في خريف 917 | [ 19 ] [ 23 ] |
| ثمل الدلفي                           | تقريبًا 923 - قُرابة 932                   | قائد بحري ناجح، قاد عدة غارات ضد البيزنطة، حتى أنه استطاع الوصول إلى عمورية، وأجرى اتصالات مع الملك البلغاري سيميون الأول لتكوين جبهة مشتركة. أشرف على تبادل الأسرى في خريف 925       | [ 19 ] [ 24 ] |
| بشرى الثملي                          | تقريبًا 938                               | الملازم السابق لثمل الدلفي، أشرف على تبادل الأسرى خريف 938 | [ 25 ]        |
| نصر الثملي                           | تقريبًا 941 – 946                         | ملازم سابق لثمل الدلفي، شهد معارك الشتاء 941/2، وأشرف على تبادل الأسرى في تشرين الأول 946. اعتبارًا من تموز 946، أعاد المنطقة لسيطرة سيف الدولة                                        | [ 25 ] [ 26 ] |
| ابن الزيات                           | تقريبًا 956/7 – 961/2                     | عيّنه سيف الدولة. في أواخر عام 961، اعترف مرةً أخرى مباشرةً بالخليفة العباسي، لكنه هُزِمَ من قِبَل البيزنطيين وانتحر. وسرعان ما عادَت طرسوس إلى مبايعة سيف الدولة                              | [ 27 ]        |
| رشيق النسيمي                         | أوائل 962 - 16 آب 965                    | خَلَف ابن الزيات. أصبَح والي طرسوس حتى استسلام المدينة لنقفور الثاني في 16 آب 965 | [ 28 ]        |